# Excerpta Latina Barbari
Excerpta Latina Barbari é uma cronologia composta em grego, em cerca de 500 d.C., e traduzida para latim por um bárbaro, que tinha um conhecimento rudimentar das duas línguas. O texto vai de Adão até o ano 387 d.C..

### Texto on-line
- Bibliothèque nationale de France, Archives et manuscrits Achtung, Datentransfer sehr langsam.
- Theodor Mommsen in den Auctores Antiquissimi tom. IX in den dmgh.
- Tradução para inglês no site www.attalus.org (em inglês)